# KJ Matsui
Keijuro "KJ" Matsui (松井啓十郎, Matsui Keijūrō), né le 16 octobre 1985 dans l'arrondissement de Suginami, à Tokyo, est un joueur japonais de basket-ball,.